# اكدال الساحل الشرقية (حرارة)
اكدال الساحل الشرقية هي إحدى مشيخات المملكة المغربية، تتبع جغرافيا لإقليم آسفي وإداريًا لحرارة. يقدر عدد سكانها بـ 3350 نسمة حسب الإحصاء الرسمي للسكان والسكنى لسنة 2004.